# Ratu Kidul
Ratu Kidul is een volksverhaal uit Indonesië.

## Het verhaal
Diep onder het zand, aan de zuidkust van Java liggen verwijzingen naar Radu Kidul. Banyu Bening woont in Jaya Kulon, ze is geboren aan het begin van de natte moesson. De rivieren stroomden over en kwamen tot in de hut bij de pasgeborene en spoelden haar lichaampje schoon. Zelfs de schuwe dieren uit het bos vertrouwen Banyu en ze is nooit alleen. Ze is beeldschoon als veertienjarige, ze heeft mooie ogen en zwart haar. Jaya Kulon regeert in het rijk en zijn zoon heet Sucito. De jongen heeft niet meer gelachen sinds de dood van zijn moeder, hij is altijd alleen en vrouwen interesseren hem niet. Als hij niet in het huwelijk treedt, zal het rijk verloren raken. Jaya Kulon stuurt zijn zoon met de wijze patih Sujafar op jacht.
Sujafar was als jongen bij een wijze in de leer gegaan, maar de man doorzag de kwade aard en Sujafar was beledigd vertrokken. Hij raakte verbitterd en kwam in dienst als wachter van het vrouwenpaleis van een koning. Sujafar betrapte een vrouw met een man en het tweetal werd verbannen. Men had allang een koerier verwacht en dit blijkt de broer van de vrouw te zijn. Maar het tweetal kan niet meer worden achterhaald nu de vergissing van Sujafar aan het licht gekomen is. De echtgenoot is niet alleen zijn onschuldige vrouw kwijt, maar ook het kind dat zij van hem draagt. Sujafar is gevlucht en heeft niemand iets over zijn verleden verteld.
Jaya Kulon trekt zich terug in zijn kraton en gaat op zijn troon zitten. De buit is groot tijdens de jacht en de mannen frissen zich op in de rivier. Prins Sucito doet niet mee, hij zit op een rustige plaats aan de oever van de rivier en spoelt zijn kris schoon. Gedachteloos kijkt hij naar het wateroppervlak en het wapen verdwijnt naar de bodem. Een beeldschoon meisje verschijnt voor hem en overhandigt het wapen met een sierlijk gebaar. De prins wordt verliefd, maar dan schiet Sujafar op een dwerghert en het meisje slaakt een kreet. Als een wild dier valt het meisje Sujafar aan en bijt hem in zijn hand. Een jager slaat het meisje bewusteloos en Sujafar wil haar doden met een speer.
Prins Sucito redt het meisje en zegt dat ze zijn eer heeft gered. Sujafar heeft de prins nog nooit zo kwaad gezien en wil genoegdoening. Dan zegt de prins dat zijn moeder gestorven is door een kleine snee aan haar linkerbeen, alleen een tovenaar weet hoe haar knie kon vervormen. Prins Sucito stuurt Sujafar naar huis en houdt hem in de gaten. Sujafar is woedend beschuldigd te zijn van moord in het bijzijn van anderen. Het meisje is verdwenen en Sucito haast zich terug naar huis. Hij vertelt zijn vader dat hij trouwen wil en de koning is blij dat de goden zijn wens hebben vervuld. Sujafar komt later en vertelt zijn versie van het verhaal, maar de koning neemt geen overhaaste beslissing en wil het meisje eerst zelf zien.
Als Sujafar terugloopt naar zijn kamer, straalt de edelsteen in zijn kris gifgroen licht uit. Een boze raadsman is gevaarlijk en de vorst weet dit. Het meisje is van lage komaf en de raadsman ziet haar liever dood dan levend. De wet in Jaya Kulon bepaalt dat een man die beneden zijn stand huwt, voor altijd tot die stand behoort. Sucito moet eerst trouwen met een prinses en de vorst van Mataram heeft geen troonopvolger maar wel twee huwbare dochters, Nurid en Andiah. De enige voorwaarde voor een huwelijk is dat de eerstgeboren zoon wordt opgevoed in Mataram. Prins Sucito kiest Nurid en Nung, de helderziende voedster van de prinses, gaat met hen mee.
Prinses Andiah is afgunstig, zij had koningin willen worden en wil de plek van haar zus innemen. Prins Sucito heeft nu een adellijke echtgenote en kan trouwen met het meisje uit het bos. Hij vraagt haar ouders om haar hand, maar die waarschuwen hem dat ze sinds de dag van de jachtpartij aan een ziekte leed. Elke middag en nacht om twaalf uur is haar lichaam bedekt met zweren en bulten. Als hij terugkomt om Banyu te halen, blijkt haar vader vermoord te zijn. Er is een groene steen naast zijn lichaam gevonden. Banyu wordt in een draagstoel naar de kraton gebracht en een menigte kijkt uit naar de tweede bruid.
De edelen zien geschokt hoe het meisje naast de prins loopt, maar de vorst glimlacht alleen. Hij snapt waarom zijn zoon zo onder de indruk van het meisje is en Banyu knielt voor hem. De menigte is vreugdevol, maar Sujafar verlaat de zaal en ontmoet de moeder van Banyu. De moeder zoekt de eigenaar van de groene steen en Sujafar pakt de steen uit haar handen. Hij beschuldigt de vrouw van diefstal en zegt de eigenaar van de steen te zoeken. Prinses Nurid helpt de vrouw en Sujafar vertrekt boos. Het rijk is rijk en iedereen is gelukkig, de twee vrouwen van de prins verlichten het hele rijk met hun schoonheid. Prinses Nurid krijgt een zoontje en na twee jaar worden ze gescheiden, de afspraak om het kind in Mataram op te voeden geldt nog steeds.
Prinses Nurid vindt troost bij Banyu Bening, maar Andiah is jaloers omdat haar zus de troonopvolger op de wereld heeft gezet. De ziekte van Banyu Bening wordt heviger en prinses Nurid vraagt raad aan haar helderziende voedster. Die vertelt dat de ziekte door toverij wordt veroorzaakt. De twee vrouwen zien Sujafar in de tuin spreken met een djinn, geboren uit zijn boze hart. 's Nachts gooit hij poeder over een groene steen en zegt geheimzinnige toverspreuken. Dan zien ze dat hij niet alleen is en vluchten, maar Sujafar vindt de sjaal van Andiah. De volgende dag komt de koning om door een omgekeerde pijl. Ook prinses Nurid sterft op geheimzinnige wijze en Nung heeft haar gevonden. De prins hoort dat zijn vader en eerste vrouw zijn gestorven en als troonopvolger keert hij terug.
Banyu Bening wordt tot vorstin verheven en krijgt een nieuwe naam. Ze komt uit het zuiden en wordt Ratu Kidul genoemd. Magiërs en astrologen komen uit alle windrichtingen en hullen zich in wierook en raadplegen de goden, geesten en sterren. Ze zien een boze betovering over de vorstin en ze zal nog een nieuwe naam krijgen: Nyai Lara Kidul. Nyai betekent verhevene, maar Lara kan ziek of geest betekenen. Uiteindelijk zal ze Ratu Adil worden en Nung legt de woorden vast. Vissen drijven in het water en branden vernietigen de oogst. Ratu Kidul moet zich wassen in de rivier nu de waterschacht is drooggevallen. Mensen zien haar en gooien met stenen, ze wordt gezien als de oorzaak van het onheil in het land.
In het land komen geruchten over een boze geest uit het paleis en de vorst van Mataram overlijdt. De troonopvolger is te jong en Sucito moet de troon bestijgen. De Raad van Mataram wil dat er een vrouw van stand wordt gekozen en Sucito vraagt Sujafar om raad. Hij raadt aan met Andiah te trouwen, maar Nung raadt aan om Ratu Kidul eerst voor de Raad van Mataram te brengen. Een onbekende wil 's nachts Ratu Kidul verkrachten, maar een leraar van de jonge prins kan hem overmeesteren. Het is de man wiens zwangere vrouw ooit is verbannen. De Raad wil Ratu Kidul als vorstin erkennen, ze zullen zeggen dat zij de dochter van de edelman is. Ratu Kidul keert terug, maar Sucito wil niet met een leugen leven.
Nung vraagt de moeder van Ratu Kidul wie de vader is, maar de vrouw antwoord niet en begint te huilen. Sucito trouwt daarom met Andiah, maar zij komt altijd op de tweede plaats. Andiah is beledigd en vindt de groene steen van Sujafar in haar kamer. 's Nachts loopt Ratu Kidul naar de rivier om zich te wassen, maar ze wordt gegrepen en in een koude grot gegooid. De volgende ochtend zal haar geheim onthuld zijn en iedereen zal haar Lara noemen. Sujafar spuugt in zijn handen en slaat Ratu Kidul in haar gezicht, waarna de grot zich sluit. Ratu Kidul huilt, maar hoort de troostende stem van haar moeder.
Het nieuws van de verdwijning van Ratu Kidul verspreidt zich en opgeroepen door de tong-tong komt het volk samen voor het paleis. Sujafar beveelt de soldaten Ratu Kidul en haar moeder aan het volk te tonen en een demon verschijnt. Een vrouw krijgt tranen in haar ogen en vraagt water om Ratu Kidul te genezen. De vrouw bet het gelaat en de zweren en bulten verdwijnen meteen. De vorst steekt de kris in het lichaam van de valse patih, hij pakt zijn kris uit de gordel en geeft deze aan Nung. Nung ziet dat er een steen ontbreekt en Andiah hoort in Mataram dat Sujafar dood is. Ze kleedt zich als Ratu Kidul, maar krijgt haar haarwrong niet goed en ergert zich eraan dat Ratu Kidul nog altijd de lieveling van het volk is.

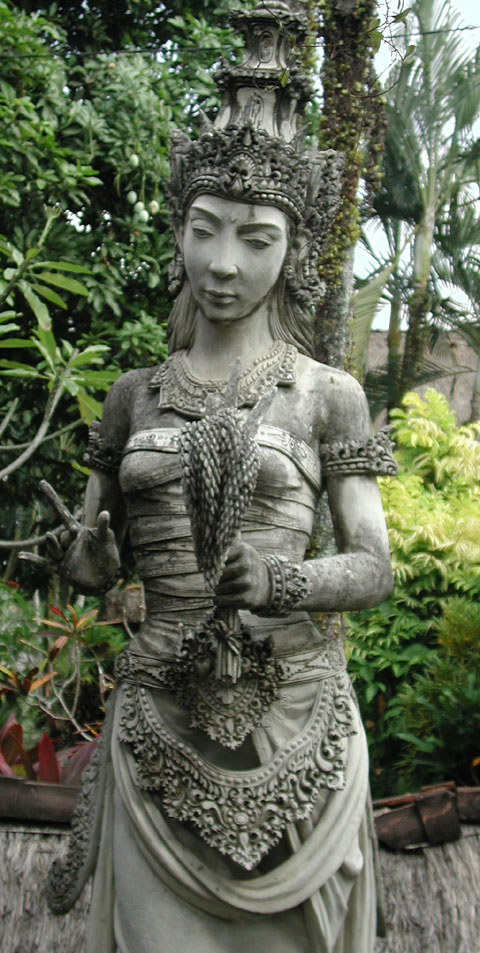
Dewi Sri in Ubud

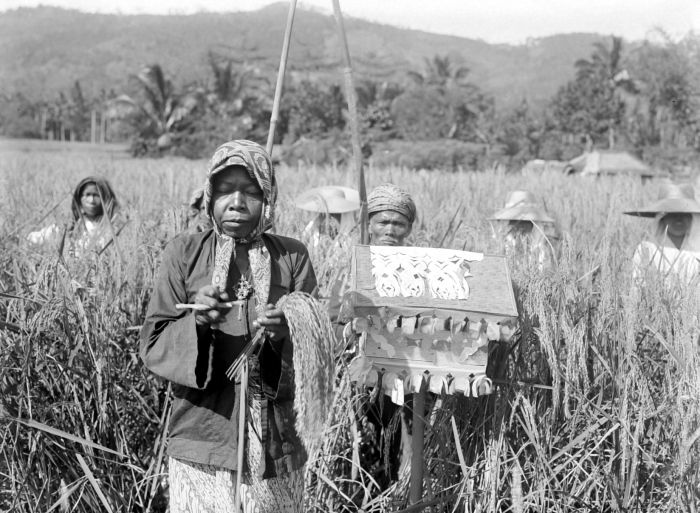
Rijstsnijdende vrouw bij offerhuisje voor de rijstgodin Dewi Sri in Karangtengah

De man die Ratu Kidul heeft gered, vertelt zijn verhaal aan de prins en herkent zijn vrouw. Hij hoort dat zijn dochter aan een geheimzinnige kwaal leidt. 's Nachts ziet de prins een groene steen bij Andiah en zij strooit er poeder op, terwijl ze verminking en verlamming van de geest van Rau Kidul oproept. De prins vreest dat zij het hele rijk in handen wil krijgen en hij besluit haar in de val te lokken. De dag van het feest van Dewi Sri vangt aan en bij de plechtigheid vermomt Nung zich als man. De eredienst begint en tijdens het gebed voelt Ratu Kidul koorts opkomen. Ze trekt haar sluier lager en ziet dat haar man een kris draagt.
De prins roept dat Ratu Kidul haar sluier moet wegnemen en het volk ziet haar misvormde gezicht. Ze moet het land verlaten en ze zegt dat hijzelf getuige was toen ze gewond raakte door de steek met de kris. Ze krijgt een kruik en bet haar gelaat, maar het is een bijtend zuur en ze rent weg. Dan bet een hand met water haar gezicht en de pijn trekt weg. De kroonprins zegt dat Andiah gestopt moet worden en vader moet wijken en hij neemt met een sembah afscheid van de vorstin. Ratu Kidul vlucht met Nung en haar moeder in zuidelijke richting, de oude vrouw sterft na drie dagen.
Op het strand aangekomen krijgt Ratu Kidul een visioen van een in wit geklede man die bescherming biedt in het rijk onder de golven. Ze is daar veilig voor de boze demonen die haar volgen en zal als Ratu Adil het land opnieuw betreden. Op de zesde dag ontwaakt Sucito uit zijn droomloze slaap. De kroonprins komt binnen en vertelt dat Sucito betoverd is met een van zijn lokken haar en laat de groene steen zien. Ze gaan naar Andiah en Sucito pakt zijn kris, de leraar van de kroonprins gooit de groene steen kapot. Twee handen verschijnen uit het niets en sluiten zich om de nek van Andiah en persen het leven uit haar. De muren beginnen te schudden en het land scheurt. Een golf zo hoog als een bergwand nadert en bomen, rotsen en land verdwijnt onder de watermassa.
Nung kijkt hoe Ratu Kidul wordt opgeslokt door de zee en haar hand naar haar opheft als groet. Een krab kriebelt aan de voet van Nung en schrijft een boodschap in het zand. Nung moet noteren wat er is gebeurd en deze aantekeningen moet ze diep onder de grond begraven. Ooit zal de boodschap gevonden worden, men zal weten dat het geen zelfmoord was. De boze geest van Sujafar waart rond en zaait dood en verderf, zodat niemand in de onschuld van de vorstin zal geloven. Jaya Kulon is voor altijd verdwenen onder de zee en Ratu Kidul wacht op de zeebodem op de dag dat ze als Ratu Adil Java weer zal betreden.

## Achtergronden
- De vorstin van alle demonen woont in de duistere wateren onder de golven van de oceaan ten zuiden van Java. Ze wordt Ratu Kidul of Nyai Lara Kidul genoemd. Ook Kyai Blorong woont hier (zie Hoe Kyai Blorong de hebzuchtige Sarijan strafte en Hoe Sénapati de koning van Java werd). De geesten kunnen je rijk maken, maar als je ze ongunstig stemt zal onheil je treffen. De zee ten zuiden van Java sleurt al diegenen die de koningin durven te tarten, bijvoorbeeld door groene of blauwe kleding te dragen, naar de diepte. Ze worden steunbalken of pilaren in het onderzeese verblijf. Ook worden ze dienaressen van de vorstin.
- Het verhaal is in dichtvorm (pantun) overgeleverd.
- Bepaalde plaatsen en rituelen in het zuiden van Java zijn opgedragen aan Nyai Lara Kidul, bijvoorbeeld Labuhan.
- In het zuiden van Java zijn veel verhalen over verdrinking en ongelukken die het werk zijn van Nyai Lara Kidul. De stroming in de Zuidzee is verraderlijk.
- Nyai Lara Kidul kan negatief en positief optreden, ze heeft twee kanten net als andere chtonische wezens. Ze heerst over geesten en demonen, maar kan mensen rijkdom en geluk schenken. Ze wordt in verband gebracht met de slang, tevens een brenger van rijkdom en symbool voor het leven.
- Nyai Lara Kidul brengt regen en noodweer.
- Als de volle maan aan de hemel staat, is Nyai Lara Kidul een beeldschone jonge vrouw. Bij nieuwe maan is ze een oude vrouw.
- Nyai Lara Kidul treedt op als de mystieke vrouw van vorsten van Java, die hieraan hun aardse macht ontlenen.
- Banyu Bening betekent helder water.
- In sprookjes komen vaak prinsessen voor die niet kunnen lachen, zoals in De gouden gans.
- Mensen uit het gewone volk liepen nooit naast de prins, maar erachter.
- Andiah kleed zich als Ratu Kidul, maar kan haar haarwrong niet goed krijgen. Kapsels spelen wereldwijd een rol, zie bijvoorbeeld ook kapsels bij geisha's.